# Cyclomia eugraphiata
Cyclomia eugraphiata là một loài bướm đêm trong họ Geometridae.